# 黃錦雲 (清朝)
黃錦雲（?—?），中國清朝武官官員。黃錦雲於1869年（同治8年）奉旨接替吳奇勳，於澎湖群島擔任澎湖水師協副將。而隸屬台灣鎮之下的此官職職等為正二品，是台灣清治時期的這階段，扼守台灣海峽的重要武將，並統帥兩標水營，數千名水師兵勇。
| 前任： 吳奇勳 | 澎湖水師協副將 1869年上任 | 繼任： 吳奇勳 |